# Francesc Porcell i Guàrdia
Francesc Porcell i Guàrdia (Palma, Mallorca, 1813 - Barcelona, 5 de maig de 1890) va ser un compositor, director, cantant, professor de música, clavicembalista i violinista.

## Biografia
Va néixer a Palma, fill de Francesc Porcell i de Rosalia Guàrdia. La família va tornar a la localitat de Torredembarra (Tarragonès) quan Francesc encara no tenia un any d'edat. A aquesta ciutat va néixer poc després la seva germana Rosalia l'any 1815. A Torredembarra va estudiar música amb Isidoro Hernández Recasens, un monjo exclaustrat, i als nou anys ja tocava el violí i dirigia la capella quan no estava el mestre. Més tard, es va traslladar a Tarragona per a estudiar filosofia i medicina. Allí va ingressar a la capella de música del convent de Sant Domènec, que dirigia Jaime Piqué. El 1827, quan va acabar el segon curs de filosofia, es va instal·lar a Barcelona i va obtenir el 1829 el títol de batxiller en Filosofia. A continuació, es va matricular al Col·legi de Medicina i Cirurgia.
El 1832 començar els estudiar a Barcelona amb el mestre de Sant Feliu de Guíxols Joan Goula i Soley. El 1836 va obtenir el títol de Medicina i Cirurgia, es va casar amb la soprano Catalina Mas i els dos van ser contractats a l'octubre d'aquell any per a cantar òpera italiana al Teatre de Palma, debutant amb Norma de Vincenzo Bellini. En aquest període va estudiar piano i va compondre diverses obres, entre elles un Himne patriòtic per a cant i piano que va ser elogiat per Vicenç Cuyàs.
Va cantar com a primer tenor a València, i al Teatre del Liceu de Barcelona durant dos anys com a primer tenor. El 1842 va patir una malaltia que li va fer perdre la veu i ocupà el lloc de mestre concertador a Bilbao. Des d'aquest any fins al 1853 va actuar també com a director d'orquestra per les principals ciutats espanyoles, i aquest darrer any fou anomenat mestre de cors del Gran Teatre del Liceu, activitat que exercí fins a la seva mort.
Del 1868 al 1874 va dirigir els concerts d'orquestra de la societat Coral Euterpe i a partir de la mort de Josep Anselm Clavé (1874) se'n feu càrrec de la direcció del cor i de l'orquestra fins a 1875.
La seva filla Isolina Porcell i Mas, nascuda a Barcelona en 1837, va ser també cantant del Liceu, com a comprimària. Va morir de tuberculosi el 23 de setembre de 1865.
Francesc Porcell va morir el dia 5 de maig de 1890 a Barcelona a conseqüència d'un ictus.

## Obres
Entre les seves obres destaquen un Te Deum, una Misa de Gloria, estrenada a Santa Maria del Pi el gener de 1866. També un Gradual, quatre òperes, una simfonia, un himne alegòric, una fantasia espanyola i diverses obres de diferents gèneres.
Una de les seves òperes té tres actes, i és El Trovador, que portava el subtítol de "primer drama líric espanyol". Es va estrenar el 28 de març de 1843 al Teatre de Santiago de Compostela. El 1860 va compondre les veus per a l'obra Los catalans en Àfrica, "crònica dramàtica dels voluntaris de Catalunya en la guerra d'Àfrica", escrita per J. A. Ferrer. Algunes de les seves peces orquestrals de ball es van tocar amb freqüència a Barcelona, així va passar amb Los amigos, interpretada als balls-concert celebrats en els Camps Elisis el 1862.